# Google Images
Google Images (также известен как Google Images Search, Google Картинки) — специальный сервис Google для поиска картинок в Интернете. Googlebot-Image, поисковый робот, сканирующий страницы для индекса картинок, производит поиск изображений различных форматов (JPEG, GIF, PNG, BMP, SVG, WebP, ICO).
Аналогичные сервисы есть и у других поисковых систем - конкурентов Google (Яндекса, Yahoo, Bing, Baidu, Поиск@Mail.Ru).

## История
Сервис был открыт в июле 2001 года. На тот момент поисковый робот проиндексировал 250 миллионов картинок. К февралю 2004 года робот проиндексировал 880 миллионов картинок, к февралю 2005 года - 1,1 миллиард картинок.
31 июля 2009 года в Google Images добавлена возможность поиска похожих изображений.
20 июля 2010 года был обновлен пользовательский интерфейс.Новый интерфейс отображает до 1000 результатов на одной странице, с большими картинками и без текста метаданных, но при наведении курсора мыши на картинку изображение увеличивается, а при клике отображается в новом окне.
Googlebot поставил новый рекорд, проиндексировав 10 миллиардов картинок.
В том же году Google выпустила Google Goggles - приложение для мобильных телефонов на базе операционной системы Android для визуального поиска и распознавания изображения.
В июне 2011 года в строке ввода появился значок фотоаппарата. При нажатии на этот значок откроется поле ввода, в котором можно указать адрес изображения или загрузить его со своего компьютера.

## Особенности
Пользователям предоставлены инструменты поиска и расширенный поиск — широкий спектр фильтров, используя который, можно уточнять поисковый запрос (по размеру, по цвету, по типу, по форме картинок, по времени, по формату файлов и т. д.).
Поиск картинок можно производить тремя способами: текстовый запрос, голосовой поиск и поиск по картинке.
При текстовом запросе в строку поиска вводятся ключевые слова. При этом по мере ввода текста живой поиск автоматически показывает результаты для популярных запросов, которые начинаются с тех букв, которые пользователь успел ввести.
При голосовом поиске необходимо нажать соответствующую кнопку в строке поиска или на виртуальной клавиатуре смартфона или планшета, и сделать поисковый запрос.
Поиск по картинке можно осуществить четырьмя способами:
- Перетащить изображение, найденное в Интернете или находящееся на компьютере, в окно поиска.
- Сперва нажать на значок с изображением фотоаппарата в окне поиска, затем на ссылку «Загрузить файл», и выбрать изображение, по которому нужно выполнить поиск.
- Нажать на картинку правой кнопкой мыши и скопировать его URL. На сайте images.google.com нажать на значок с изображением фотоаппарата и выбрать «указать ссылку».
- Установить расширение для браузеров Google Chrome или Firefox, после нажать на картинку в Интернете правой кнопкой мыши.